# Pseudeusemia kapauwiana
Pseudeusemia kapauwiana är en fjärilsart som beskrevs av Thierry-mieg 1916. Pseudeusemia kapauwiana ingår i släktet Pseudeusemia och familjen mätare. Inga underarter finns listade i Catalogue of Life.